# Louis Cantillon
Lodewijk (Louis) Cantillon (Ternat, 20 november 1928 - 1 september 1993) was een Belgisch volksvertegenwoordiger.

## Levensloop
Cantillon was de zoon van bestendig afgevaardigde voor Brabant Léon Cantillon. Hij was beheerder van vennootschappen. Hij werd ook gemeenteraadslid van Ternat en was voorzitter van de Liberale Jonge Wacht in deze gemeente.
Na een paar maal op onverkiesbare plaatsen op de lijst te hebben gestaan, werd hij in mei 1965 voor de PVV verkozen tot lid van de Kamer van volksvertegenwoordigers voor het arrondissement Brussel. Hij oefende dit mandaat uit tot in 1971 en opnieuw van 1974 tot 1977. In de periode april 1974-april 1977 had hij als gevolg van het toen bestaande dubbelmandaat ook zitting in de Cultuurraad voor de Nederlandse Cultuurgemeenschap, die op 7 december 1971 werd geïnstalleerd en de verre voorloper is van het Vlaams Parlement.